# 西池袋出入口

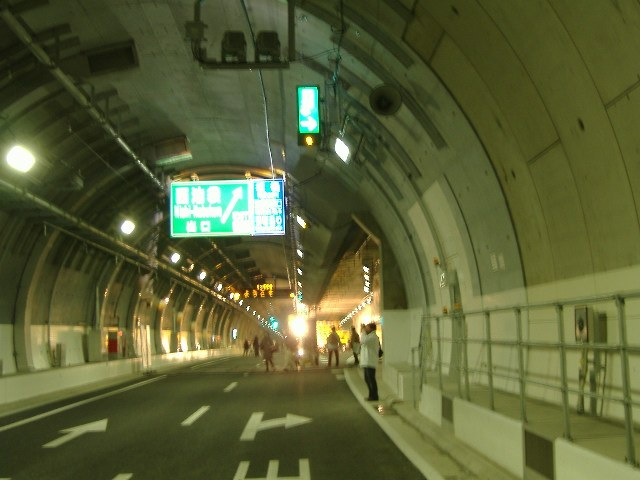
西池袋出口（外回り）

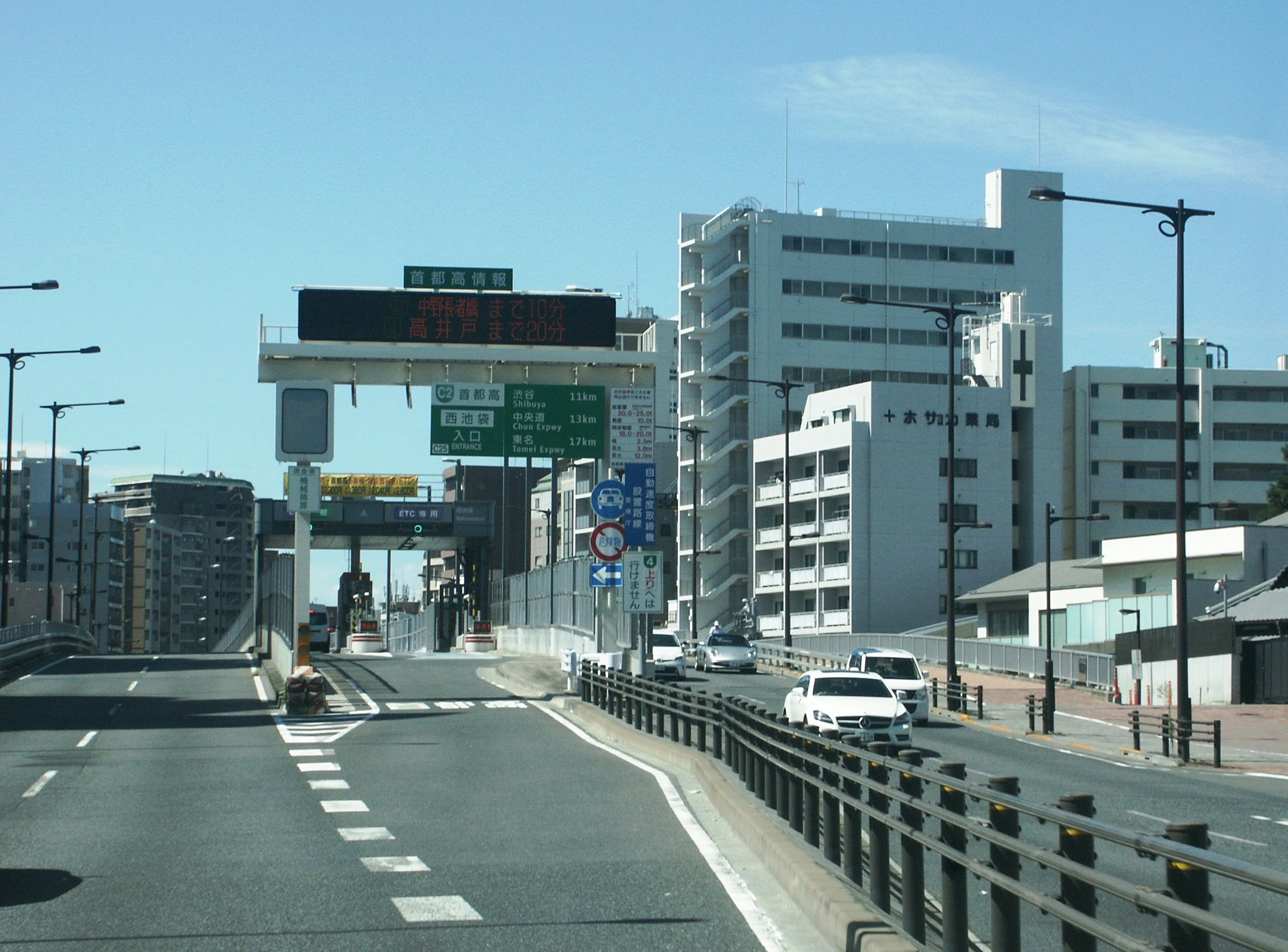
西池袋入口付近

西池袋出入口（にしいけぶくろでいりぐち）は、東京都豊島区にある、首都高速道路中央環状線の出入口である。
西新宿JCT方面の出入口及び熊野町JCT方面からの出口が設置されているスリークォーターインターチェンジであり、高松入口（熊野町JCT方面への入口）とセットでフルインターチェンジとみなせる。山手トンネルの途中に設けられている。
大橋方面から都心環状線にアクセスするのに重要なICである。なお、大橋方面から首都高速都心環状線方面へ行く場合、熊野町JCTでは直接乗り入れができない（熊野町JCTの首都高速5号池袋線連絡路は大宮・東北道方面にのみ接続している）ため、ここで高速道路を一旦降り、改めて北池袋出入口から入りなおす必要がある。
なお、高松出口（熊野町方面からの出口）は本出入口の供用開始にあわせて撤去された。

## 歴史
- 2007年（平成19年）
  - 3月 - 名称が決定される。
  - 12月22日 - 供用開始。
- 2025年（令和7年）8月2日 - 入口料金所がETC専用になる[1]。

## 接続する道路
- 東京都道317号環状六号線（山手通り）

## 周辺
- 西武池袋線　椎名町駅
- 立教大学
- 池袋駅西口
- 豊島区立富士見台小学校
- 豊島区立心身障がい者福祉センター
- 豊島区立目白図書館
- 豊島区立西池袋中学校
- 豊島区立池袋第三小学校
- 東京メトロ有楽町線・副都心線　要町駅
- 豊島税務署

## 隣
首都高速中央環状線
(C24)中野長者橋出入口 - (C25,C26)西池袋出入口 - (C28)高松入口 - 熊野町JCT